# 少年 (梦然歌曲)
《少年》是由梦然作词、作曲并演唱的一首歌曲，该歌曲於2019年发行。此後開始在一些音乐平台和短视频平台上流行。